# Beoziere
Beoziere is een Belgisch historisch merk van motorfietsen.
Beoziere was een van de vele merken die het populaire Ducati Cucciolo-viertakt-"clip-on motortje" gebruikte om bromfietsen en lichte motorfietsen van 50 en 60 cc te produceren. Dat duurde slechts enkele jaren: in 1952 en 1953.